# Гимназия курфюрста Фридриха
Гимназия курфюрста Фридриха (нем. Kurfürst-Friedrich-Gymnasium, KFG) — гимназия с гуманитарным уклоном в Гейдельберге (федеральная земля Баден-Вюртемберг, Германия), старейшая школа города, названная в честь своего основателя пфальцского курфюрста Фридриха II.
Учащиеся, начиная с 5 класса, изучают латынь и английский язык. Начиная с 8 класса, можно выбирать между древним языковым профилем (древнегреческий язык), современным языковым профилем (французский язык) и естественнонаучным профилем.
На сегодняшний день установлено партнерство в виде обмена учащимися с рядом учебных заведений в других странах:
- Лицей Ла Брюйер[фр.], Версаль, Франция.
- Общественная школа Блэкуотер[англ.], Лисмор, Ирландия.
- Мемориальная средняя школа[англ.] в Милвилле[англ.], Нью-Джерси, США.
- Совместно с Институтом синологии Гейдельбергского университета — Даньян, Китай.

## История

### Педагогиум
После основания Гейдельбергского университета в 1386 году неоднократно обнаруживалось, что отдельные поступающие ранее вообще нигде не учились и не имели необходимых базовых знаний. В 1546 году, при курфюрсте Фридрихе II, было решено учредить своеобразную предуниверситетскую школу — Педагогиум. Новое учебное заведение должно было готовить к изучению семи свободных искусств.
Гейдельберг оставался протестантским оплотом вплоть до правления Фридриха V. В ходе Тридцатилетней войны в 1622 году военачальник Тилли захватил город, и в результате по международно-правовому принципу того времени «чья страна, того и вера» в основном кальвинистское прежде население было вынуждено принять католицизм. Общественные учреждения также были преобразованы в духе католической церкви, поэтому в 1623 году светский Педагогиум стал иезуитской школой.

### Орденская школа
После этого учебное заведение существенно изменилось. Учителями теперь были братья-иезуиты, и доктрина ордена сильно повлияла на преподавание. Число учащихся быстро росло, так что уже через год пришлось нанять двух новых преподавателей. Когда после войны вновь открылся университет, курфюрст Максимилиан I в 1629 году передал иезуитам также его философский и теологический факультеты, что ещё больше усилило политическое влияние ордена.
Во время войны за Пфальцское наследство обучение было приостановлено, а иезуитам пришлось покинуть город, поскольку король Франции Людовик XIV не признавал орден. После окончания войны братья смогли вернуться и возобновить преподавание в 1698 году. С 1759 года в Пфальце к обучению в университетах допускались только выпускники школ Гейдельберга, Мангейма, Нойштадта-ан-дер-Хардта и Кройцнаха. 
Орден покровительствовал учебному заведению до своего роспуска в 1773 году. Это привело к нехватке учителей. На замену были приглашены братья-лазаристы, схожие с иезуитами в обучении и организации преподавания. Лазаристы последовательно реформировали школу: например, уроки теперь проводились не только на латыни, но и на немецком языке.

### Лицей
После реорганизации германских земель 1803 года Гейдельберг стал частью великого герцогства Баден, в котором проводилась политика секуляризации образования. В 1808 году католическая школа стала светской гимназией. Её становление было непростым, особенно на первых порах. С одной стороны, число студентов и преподавателей удвоилось с 1809 по 1820 год. C другой стороны учебное заведение встретило значительное сопротивление: учащихся и родителей, считавших уроки слишком теоретическими; церкви, которая не могла смириться с секуляризацией; университета, опасавшегося вторжения в свои сферы компетенции. Рассматривалась даже возможность полного закрытия из-за нерентабельности. Однако реформы 1837 и 1860 годов смогли успокоить ситуацию.
После переименования в 1837 году в лицей и предоставленного связанного с этим права поступления в университет после выпуска из школы без подготовительных курсов и вступительных экзаменов, численность учащихся продолжала расти. Старого здания уже не хватало и его пришлось расширить. В 1886 году лицей уже посещали 507 учеников и даже в расширенном здании стало тесно. В 1888 году на берегу Неккара был куплен участок и построено открытое в 1894 году нынешнее главное здание (по проекту архитектора Йозефа Дурма, который также был автором проекта библиотеки Гейдельбергского университета и других важных городских построек).
С назначением Густава Улиха директором в 1872 году для лицея началась новая эра. Учебное заведение приобрело под его руководством репутацию «самой строгой гимназии в Германии» (нем. „das schwierigste Gymnasium Deutschlands“). Её элитная репутация привлекала самых способных учеников всего региона.
Девочки пошли в лицей в 1903 году, а в 1913 году здесь было уже 33 ученицы.

### Гимназия
Первая мировая война коснулась школы напрямую: всё больше учителей отправлялось на фронт, но эту потерю удалось восполнить вернувшимися с пенсии профессорами и студентами университета. Веймарская республика не нашла особой поддержки среди учащихся и преподавателей — гимназия сохранила свою консервативную направленность. Такое отношение было также усилено законами о жёсткой экономии во время экономического кризиса, которые вынуждали учителей досрочно выходить на пенсию.
До захвата власти национал-социалистами руководство школы принимало дисциплинарные меры в отношении учащихся, придерживавшихся праворадикальных идей. Ситуация изменилась после 1933 года. Тогдашний директор Герман Остерн был убеждённым сторонником гуманизма и преклонялся перед древнегреческой и древнеримской культурой. Поэтому он оказался в оппозиции к национал-социализму, который провозглашал доминирование германской культуры. Также Остерн публично критиковал нацистскую расовую науку и призывал своих студентов мыслить свободно и избегать национал-социалистических фраз. По доносу коллеги он был с позором уволен 24 августа 1939 года. Однако ещё до этого произошла «чистка» гимназии. Последнему «полноценному еврею» пришлось покинуть её после «хрустальной ночи» 10 ноября 1938 года.
Новым директором школы стал Георг Мильденбергер, ранее работавший в Министерстве культуры и образования в Карлсруэ. Он был членом НСДАП, штурмбаннфюрером СС и на новом месте работы как можно чаще носил форму. Тем не менее, Милденбергер выступал против закрытия считавшихся гнездом противников нацизма гуманитарных учебных заведений (как того хотели власти). К 1942 году последние «полуевреи» были изгнаны из руководимой им гимназии. Занятия смогли продолжаться до марта 1945 года и возобновились с декабря того же года.
К 1952 году число учащихся достигло девятисот (в последние годы оно остается относительно постоянным и составляет около 750 человек). Из-за нехватки места к школе были присоединены ещё два здания поблизости.
Во время студенческих протестов 1968 года некоторые представители гимназии были отчислены.

## Известные преподаватели и ученики
Гимназия может похвастаться целой плеядой известных личностей среди преподавателей и учеников, но особо можно выделить семью Руска:
- Юлиус Руска[нем.] (1867—1949) — востоковед, историк науки и педагог, преподавал математику и естественные науки в 1889—1910 годах. Его сыновья, учившиеся в школе:
  - Эрнст Руска (1906—1988) — создатель электронного микроскопа, лауреат Нобелевской премии по физике за 1986 год.[3][4][K 1]
  - Хельмут Руска (1908—1973) — микробиолог, пионер электронной микроскопии в медицине.

## Комментарии
1. ↑  Для учебных заведений Гейдельберга, города с богатой научной традицией, наличие нобелевского лауреата среди выпускников не является чем-то исключительным. Например, в Бунзеновской гимназии[нем.] учился Вольфганг Кеттерле[5] (Нобелевская премия по физике за 2001 год)[6], а Гельмгольцевскую гимназию[нем.] закончил Теодор Хенш[7] (Нобелевская премия по физике за 2005 год)[8].